# Manuel Monge (khu tự quản)
Manuel Monge là một khu tự quản thuộc bang Yaracuy, Venezuela. Thủ phủ của khu tự quản Manuel Monge đóng tại Yumare. Khự tự quản Manuel Monge có diện tích 474 km2, dân số theo điều tra dân số ngày 21 tháng 10 năm 2001 là 10600 người.